# Уайет, Эндрю
Э́ндрю Нью́элл Уа́йет (англ. Andrew Newell Wyeth, 12 июля 1917, Чеддс-Форд, штат Пенсильвания, США — 16 января 2009, там же) — американский живописец, график, один из виднейших представителей изобразительного искусства США XX века. Почётный зарубежный член АХ СССР (1978). Сын выдающегося художника-иллюстратора Ньюэлла Конверса Уайета, брат изобретателя Натаниэля Уайета и художницы Генриетты Уайет Хёрд, отец художника Джейми Уайета.
Основная тема работ Уайета — провинциальный быт и американская природа. В основном, на его картинах изображены окрестности его родного города Чеддс-Форд, штат Пенсильвания, и города Кушинг, штат Мэн, где художник жил летом. Использовал темперу и акварель (за исключением ранних экспериментов с маслом).

## Биография
Эндрю был младшим ребёнком в семье Ньюэлла Конверса и Каролины Уайетов. Обучался дома по причине плохого здоровья. Рано начал рисовать, учился живописи у отца. Историю искусства Уайет изучал самостоятельно.
Первая персональная выставка акварелей Эндрю Уайета состоялась в Нью-Йорке в 1937 году, когда ему было 20 лет. Все работы, выставленные на ней, были довольно быстро распроданы. В начале своей карьеры Уайет также немного занимался иллюстрированием книг, как его отец, но вскоре прекратил это.
В 1940 году Уайет женился на Бетси Джеймс. В 1943 году у супругов родился сын Николас, а ещё через три года появился на свет второй ребёнок Джеймс (Джейми). В 1945 году Уайет потерял отца (тот погиб в катастрофе). Примерно в это время окончательно сформировался реалистический стиль Уайета.
В 1948 году Уайет написал свою самую известную картину, «Мир Кристины», на ферме семейства Ольсон в штате Мэн. На картине изображена Кристина Ольсон. 
В 1958 году супруги Уайет приобрели мельницу XVIII века на берегу реки Брэндивайн рядом с городом Чеддс-Форд (Пенсильвания), которая была перестроена в дом и студию художника. 
В течение всего последующего времени Уайет попеременно жил в Пенсильвании (зимой) и Мэне (летом), почти не покидая восточное побережье США. Стиль художника практически не менялся, хотя со временем картины Уайета становились более символическими, уходя в сторону магического реализма (см. также риджионализм, американский реализм).
Эндрю умер 16 января 2009 года во сне после непродолжительной болезни.

## Награды
- Президентская медаль Свободы (1963)[8][9].
- Золотая медаль Конгресса США (1988)[10][11][12].
- Национальная медаль США в области искусств (2007)[13][14].

## Почести
- Иностранный член французской Академии изящных искусств (1976)[15].
- Почётный член Академии художеств СССР (1978)[16].
- Почётный член британской Королевской академии художеств (1980)[17].

### Онлайн-галереи
- Эндрю Уайет на сайте MuseumSyndicate (англ.)
- birdsnest.com — Andrew Wyeth (англ.)
- Artnet — Andrew Wyeth (англ.)